# Forreria
Forreria is een geslacht van weekdieren uit de klasse van de Gastropoda (slakken).

## Soort
- Forreria belcheri (Hinds, 1843)